# Moa Sjöström
Moa Sjöström, född 1 januari 1996, är en svensk fotbollsspelare som spelar för AIK.

## Karriär
Moa Sjöström spelar säsongen 2023 för AIK och har kontrakt över säsongen. Sjöström har tidigare spelat bland annat för Älvsjö AIK FF. Kontraktet förlänges efter säsongen 2023 med ytterligare två säsonger.